# De Gasperi - L'uomo della speranza
De Gasperi - L'uomo della speranza è una miniserie televisiva italiana distribuita in prima visione da Rai 1 il 25 e il 26 aprile 2005.
È composta originariamente da due puntate, è prodotta dalla Ciao Ragazzi! di Claudia Mori per la regia di Liliana Cavani.
La miniserie ripercorre la vita di Alcide De Gasperi, presidente del consiglio italiano dal 1945 al 1953.